# Kurt Jara
Kurt Jara (* 14. října 1950, Innsbruck) je bývalý rakouský fotbalista, záložník. Po skončení aktivní kariéry působil jako trenér.

## Fotbalová kariéra
Začínal v FC Wacker Innsbruck, se kterým získal tři mistrovské tituly a dvě vítězství v rakouském fotbalovém poháru. V letech 1973-1975 hrál ve španělské lize za Valencia CF. V letech 1975-1981 hrál německou bundesligu, 5 sezón za MSV Duisburg a poslední sezónu za FC Schalke 04. V letech 1981-1985 hrál ve švýcarské lize za Grasshopper Club Zürich, se kterým získal tři mistrovské tituly a jedno vítězství v poháru. V Poháru mistrů evropských zemí nastoupil ve 12 utkáních a dal 2 góly, v Poháru vítězů pohárů nastoupil ve 4 utkáních a v Poháru UEFA nastoupil ve 14 utkání a dal 4 góly. Za rakouskou reprezentaci nastoupil v letech 1971-1985 v 59 utkáních a dal 15 gólů. Byl členem rakouské reprezentace na Mistrovství světa ve fotbale 1978, nastoupil ve 4 utkáních. Byl členem rakouské reprezentace na Mistrovství světa ve fotbale 1982, nastoupil v  utkání proti Francii.

## Ligová bilance
| Ročník                                  | Zápasy | Góly | Klub                    |
| --------------------------------------- | ------ | ---- | ----------------------- |
| Rakouská fotbalová Bundesliga 1969/1970 | 30     | 7    | FC Wacker Innsbruck     |
| Rakouská fotbalová Bundesliga 1970/1971 | 27     | 12   | FC Wacker Innsbruck     |
| Rakouská fotbalová Bundesliga 1971/1972 | 28     | 8    | FC Wacker Innsbruck     |
| Rakouská fotbalová Bundesliga 1972/1973 | 28     | 13   | FC Wacker Innsbruck     |
| Primera División 1973/1974              | 24     | 5    | Valencia CF             |
| Primera División 1974/1975              | 33     | 6    | Valencia CF             |
| Německá fotbalová Bundesliga 1975/1976  | 31     | 4    | MSV Duisburg            |
| Německá fotbalová Bundesliga 1976/1977  | 34     | 7    | MSV Duisburg            |
| Německá fotbalová Bundesliga 1977/1978  | 30     | 4    | MSV Duisburg            |
| Německá fotbalová Bundesliga 1978/1979  | 34     | 4    | MSV Duisburg            |
| Německá fotbalová Bundesliga 1979/1980  | 31     | 4    | MSV Duisburg            |
| Německá fotbalová Bundesliga 1980/1981  | 31     | 2    | FC Schalke 04           |
| Švýcarská Super League 1981/1982        | 25     | 8    | Grasshopper Club Zürich |
| Švýcarská Super League 1982/1983        | 29     | 7    | Grasshopper Club Zürich |
| Švýcarská Super League 1983/1984        | 30     | 5    | Grasshopper Club Zürich |
| Švýcarská Super League 1984/1985        | 27     | 4    | Grasshopper Club Zürich |
| CELKEM Německá fotbalová Bundesliga     | 191    | 25   |                         |
| CELKEM Primera División                 | 57     | 11   |                         |
| CELKEM Rakouská fotbalová Bundesliga    | 115    | 40   |                         |
| CELKEM Švýcarská Super League           | 111    | 25   |                         |